# Клементиновий пиріг
Клементиновий торт — торт, приправлений переважно клементинами. Його можна полити солодкою глазур'ю або соусом, цукровою пудрою, медом і клементинами або зацукрованими клементинами. Він може походити від апельсинового торта в сефардській кухні. У масовій культурі торт зіграв другорядну роль у сюжеті фільму «Таємне життя Волтера Мітті» 2013 року.

## Приготування та варіації
Клементиновий торт готується з клементинов, меленого мигдалю або мигдалевого борошна, борошна, цукру, масла та яєць. Додаткові інгредієнти включають апельсиновий сік, апельсиновий мускат, молоко, біле десертне вино або вино Рислінг, апельсинову або мандаринову олію (або обидва), екстракт мигдалю та екстракт ванілі. Існують деякі варіанти, наприклад, приготування без використання борошна. Його також можна приготувати як перевернутий пиріг.
Торт можна приготувати з клементинами та/або цедрою клементину, змішаними з тістом, з ними на вершині торта, наприклад скибочками, і обома способами. Насіння та оболонку клементину можна видалити в процесі підготовки або можна використовувати клементини без кісточок. Можна використовувати цілі, нарізані клементини разом із шкіркою або очищені клементини, а клементини можна приготувати перед використанням у тісті для торта. Фрукти можна нарізати або змішати за допомогою кухонного комбайна. Цукати клементини можна використовувати як поверх торта, так і як гарнір. Мигдаль можна підсмажити або бланшувати.

Торт «Клементина» можна завершити солодкою начинкою, такою як цукрова чи шоколадна глазур, помадка чи шоколадний соус, цукрова пудра чи мед. Торт «Клементина» може бути щільним і вологим, і його смак може покращитися через день або більше після приготування, оскільки інгредієнти змішуються та об'єднуються, щоб підсилити його смак у міру старіння. Після приготування пиріг може бути ніжним і впасти, якщо його занадто сильно ворушити. Після приготування його можна заморозити для збереження. 

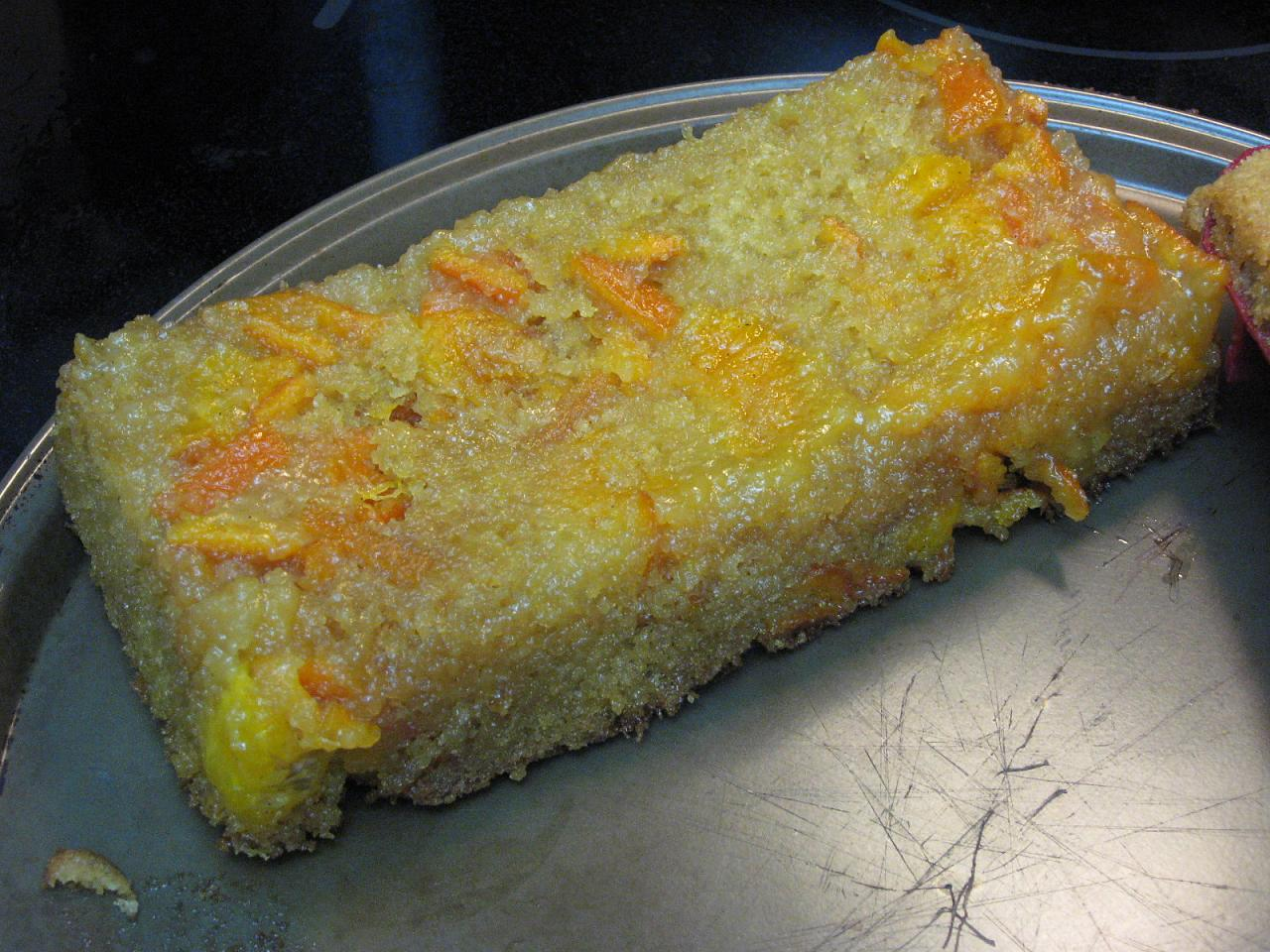
Файл:Vanilla_clementine_cake.jpgСкибочка торта з ванільним клементином
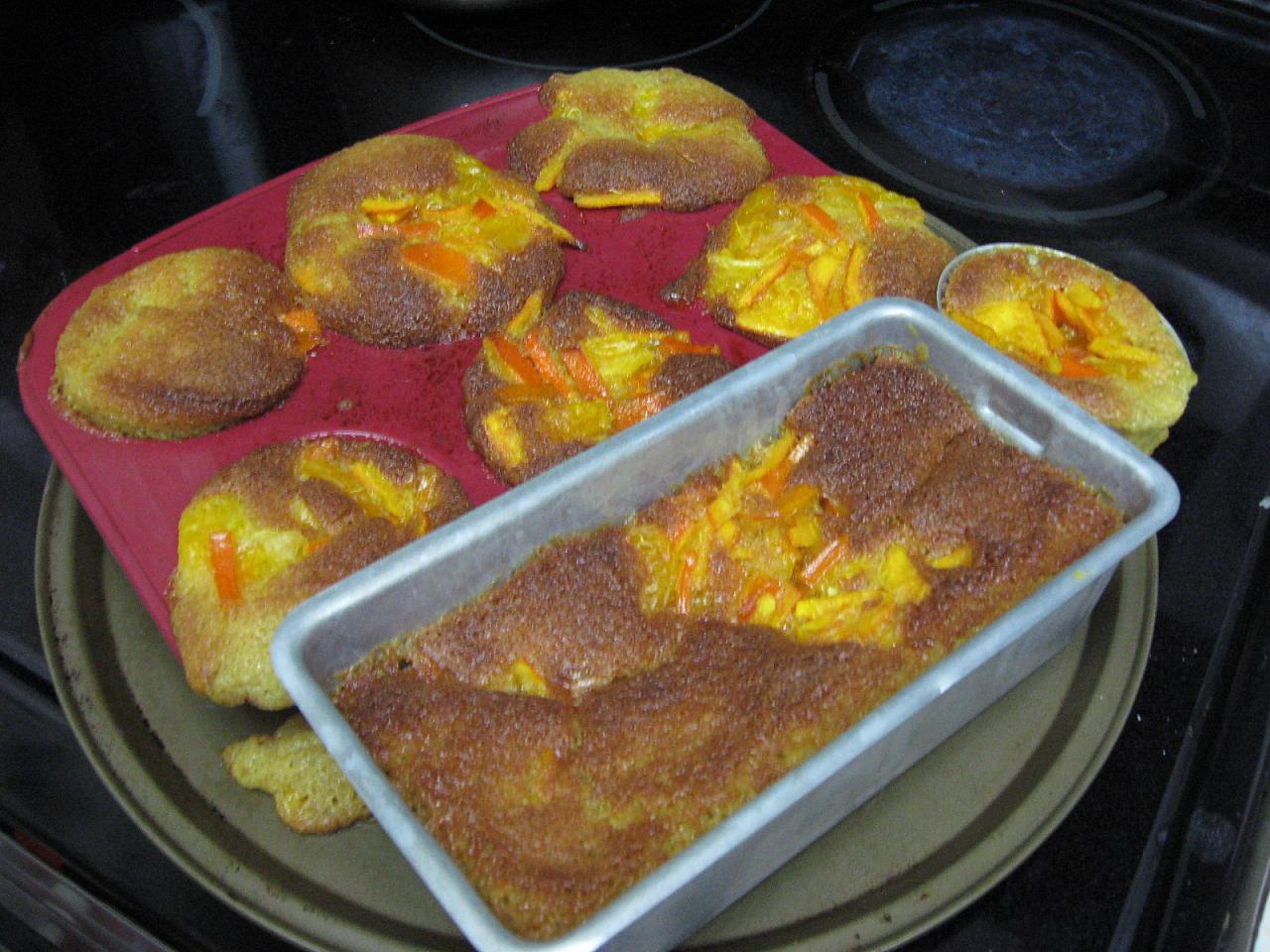
Файл:Vanilla_clementine_cakes.jpgВанільний торт і кекси

## Історія

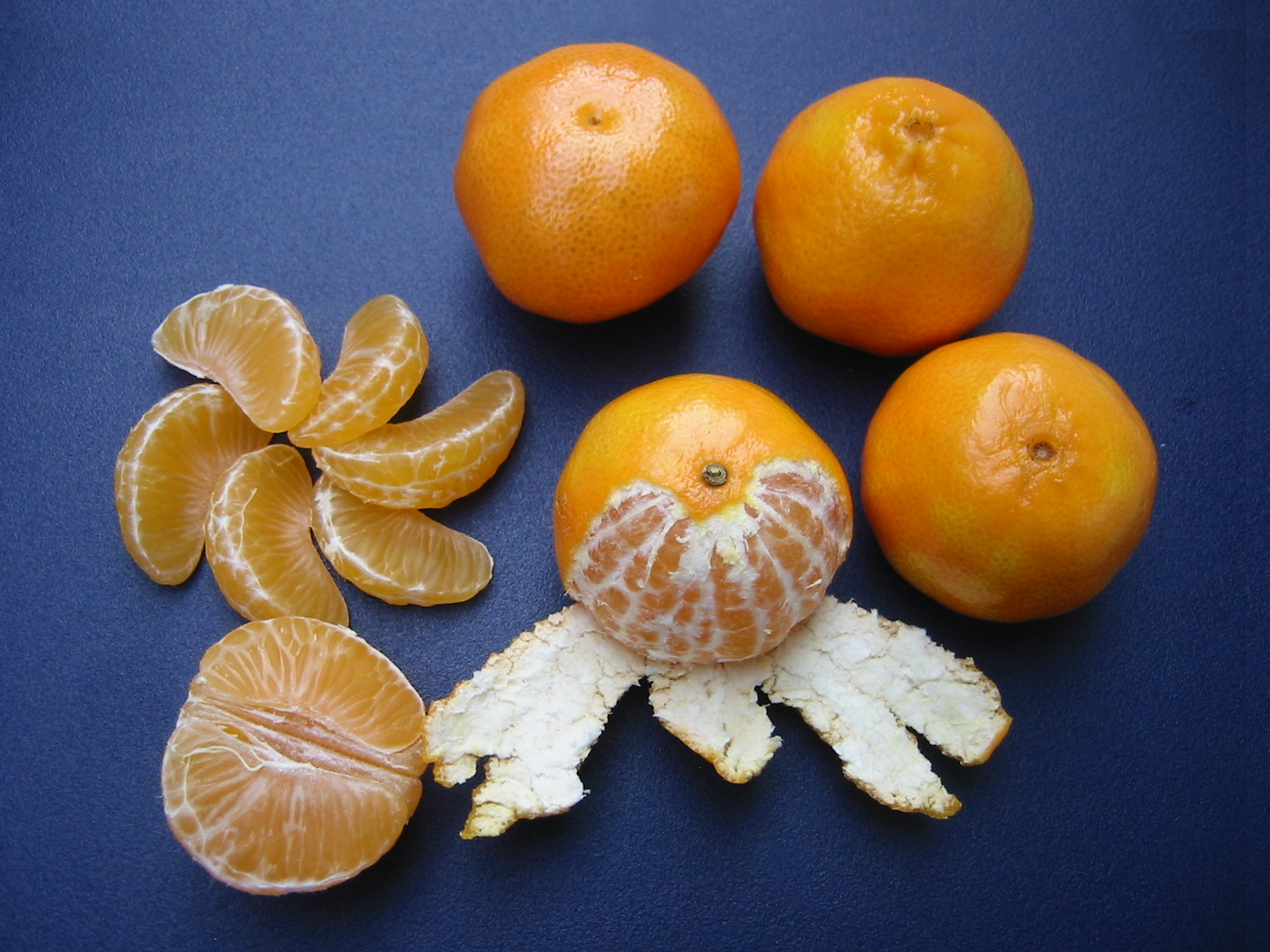
Цілі, очищені, навпіл і нарізані клементини

Клементиновий торт, ймовірно, пов'язаний із сефардським апельсиновим тортом. Євреї-сефарди популяризували вирощування цитрусових у середземноморському регіоні у 15 столітті та популяризували використання апельсинів у випічці. Крім іберійського смаку, торт також має північноафриканське та іспанське коріння.

## У масовій культурі
Торт «Клементина» з'явився у сюжеті фільму «Таємне життя Уолтера Мітті» 2013 року та був включений у початкову сцену фільму та кілька додаткових сцен.
Знаменитий британський шеф-кухар Нігелла Лоусон розробила рецепт торта «Клементин».